# McAfee
McAfee è un'azienda che si occupa di sicurezza informatica che ha sede a Santa Clara, California, fondata da John McAfee. Dal 2011 al 2017 è stata proprietà della Intel.
Nel 2018 Intel possiede il 49% del capitale azionario di McAfee, le restanti quote sono possedute da TPG Capital e Thoma Bravo.
Mcafee compete nell'industria degli antiVirus contro Avira, Eset, F-Secure, Kaspersky, Panda Security, Sophos e Symantec tra gli altri.

## Storia
L'azienda è stata creata nel 1987 con il nome di McAfee Associates, dal nome del suo fondatore John McAfee; questo marchio non è riuscito a imporsi oltre il mercato statunitense fino alla fusione nel 1997 tra McAfee Associates e Network General, specializzata in analisi delle reti informatiche. Nell'estate del 1997 un'ulteriore fusione con Dr. Solomon's Software ha permesso l'acquisizione di un laboratorio sito a Aylesbury, Regno Unito, per lo studio del motore per l'antivirus. Nel 2000 il suo McAfee VirusScan aveva 50 milioni di utenti registrati ed era il prodotto per eccellenza nel suo genere in ambiente Windows e OS/2.
L'acquisizione di Trusted Information System (TIS), compagnia dedicata allo sviluppo del firewall, ha consentito a McAfee di farsi conoscere anche per lo sviluppo del firewall. Nell'aprile 2003 l'acquisizione di IntruVert Networks ha consentito il potenziamento del modulo IPS (Intrusion Prevention System) del firewall, software in grado di evitare le intrusioni nei computer collegati in rete.
Il 5 aprile 2006 Mcafee ha lanciato il suo nuovo programma integrato con il pacchetto Internet Security Mcafee SiteAdvisor, uno strumento in grado di analizzare i siti nei quali si naviga e in grado di avvertire l'utente se il sito che si sta visitando è in regola, di medio rischio o potenzialmente pericoloso e infetto da virus di tutti i tipi.
Il 19 agosto 2010 Intel ha avviato l'acquisto della società per 7,8 miliardi di dollari.. Nel 2017 la McAfee è tornata indipendente.

## Prodotti
- McAfee VirusScan
- McAfee Total Protection 3-User con SiteAdvisor Plus
- McAfee Internet Security Suite (Antivirus, Firewall, Antispam, privacy service). Prodotti Venduti anche separatamente.
- McAfee AntiSpyware, software per rintracciare programmi spia nel computer.
- McAfee SiteAdvisor, una barra degli strumenti per Internet Explorer e Mozilla Firefox che si collega a un server dove gli utenti possono esprimere opinioni sui siti indicizzati.
- McAfee Internet Guard Dog[7]
- McAfee Office 2000[8]
- McAfee Firewall[9]